# Oberreute
Oberreute är en kommun och ort i Landkreis Lindau i Regierungsbezirk Schwaben i förbundslandet Bayern i Tyskland.
Kommunen ingår i kommunalförbundet Stiefenhofen tillsammans med kommunen Stiefenhofen.